# Glenea latevittipennis
Glenea latevittipennis là một loài bọ cánh cứng trong họ Cerambycidae.